# エドワード・オークリー・ソープ
エドワード・オークリー・ソープ（Edward Oakley Thorp、1932年8月14日 - ）は、アメリカ合衆国の数学者。エド・ソープとも呼ばれる。彼は、数学理論をブラックジャックなどのカジノゲームに適用したことで有名である。金融工学者としても知られている。

## 略歴
シカゴ生まれ。1955年カリフォルニア大学ロサンゼルス校 (UCLA) で物理学を専攻し、その後、1959年マサチューセッツ工科大学 (MIT) で数学講師の職に就く。
MITの大型計算機を使いブラック・ジャックの必勝法を数学的に編み出した。カウンティングとよばれる確率論を用いた手法により統計的に有意に勝てることを証明したソープは、これを実証するために実際にカジノに乗り込み、週末2日間だけで投資した10,000ドルを2倍以上にした。バカラでも儲けた。1962年に、この必勝法を解説した書籍 "Beat the Dealer"を出版し、70万部以上を売り上げた。この手法を実践して儲ける人があまりにも多く続出したため、現在では、カジノはカウンティングを禁止しているほどである。 
その後、ソープはこの理論が他の分野でも応用ができることを発案。1960年代後半、株式市場において確率と統計に関する知識を活用し、大きな成功を収めた。1964年から67年までに運用資産を40,000ドルから100,000ドルに増やし、書籍“Beat the Market” でこの運用成果を発表した。彼らが開発した取引手法が基礎にしている公式が、後の金融工学に大きな影響を与えるブラックーショールズ方程式になった。
1969年から務めたプリンストン・ニューポート・パートナーズでは、ソープが考案した取引手法を活用することで、1988年に活動停止するまでの19年間に、年率平均15%ものパフォーマンスを安定的に達成した。その後は自身が代表を務めるEdward O. Thorp & Associatesに籍を置いている。1998年には個人での投資が28.5年間にわたり、年率平均20%の利益をもたらしたと発表した。

## 著書
- 『ディーラーをやっつけろ!』 増田丞美監修、宮崎三瑛訳、パンローリング、2006年、ISBN 978-4-7759-7075-1
- 『天才数学者、ラスベガスとウォール街を制す(上・下)』　望月衛訳、ダイヤモンド社、2019年、ISBN 4478101485, 4478107629
- (Autobiography) Edward O. Thorp, A Man for All Markets: From Las Vegas to Wall Street, How I Beat the Dealer and the Market, 2017.
- Edward O. Thorp, Elementary Probability, 1977, ISBN 0-88275-389-4
- Edward Thorp, Beat the Dealer: A Winning Strategy for the Game of Twenty-One, ISBN 0-394-70310-3
- Edward O. Thorp, Sheen T. Kassouf, Beat the Market: A Scientific Stock Market System, 1967, ISBN 0-394-42439-5 (online pdf, retrieved 22 Nov 2017)
- Edward O. Thorp, The Mathematics of Gambling, 1984, ISBN 0-89746-019-7 (online version part 1, part 2, part 3, part 4)
- Les Golden, Never Split Tens!: A Biographical Novel of Blackjack Game Theorist Edward O. Thorp, 2017.  ISBN 3-319-63485-2
- Fortune's Formula: The Untold Story of the Scientific Betting System That Beat the Casinos and Wall Street by William Poundstone
- The Kelly Capital Growth Investment Criterion: Theory and Practice (World Scientific Handbook in Financial Economic Series), ISBN 978-9814293495, February 10, 2011 by Leonard C. MacLean (Editor), Edward O. Thorp  (Editor), William T. Ziemba  (Editor)

## 関連本
- 『天才数学者はこう賭ける―誰も語らなかった株とギャンブルの話』 ウィリアム パウンドストーン著 松浦俊輔訳 青土社 2006年 ISBN 479176305X